# نام اعداد بزرگ
بسته به زمینه (مانند زبان، فرهنگ، منطقه)، برخی از اعداد بزرگ دارای نام هایی هستند که امکان توصیف مقادیر زیادی را در قالب متنی فراهم می کند. ریاضی نیست برای مقادیر بسیار بزرگ، متن معمولاً کوتاه‌تر از نمایش عددی اعشاری است، اگرچه طولانی‌تر از نماد علمی است.
دو مقیاس نامگذاری برای اعداد زیاد در انگلیسی و سایر زبانهای اروپایی از اوایل دوران مدرن استفاده شده است: مقیاس بلند و کوتاه. اکثر انواع انگلیسی امروزه از مقیاس کوتاه استفاده می کنند، اما مقیاس طولانی در بسیاری از مناطق غیرانگلیسی زبان، از جمله اروپای قاره ای و کشورهای اسپانیایی زبان در آمریکای لاتین، همچنان غالب است. این روش‌های نام‌گذاری مبتنی بر گرفتن عدد n در 103n+3 (مقیاس کوتاه) یا 106n (مقیاس طولانی) و الحاق ریشه‌های لاتین برای مکان‌های واحد، ده‌ها و صدها آن، همراه با پسوند -یلیون است.

## نامگذاری اعداد ازطریق گروه‌بندی
گروه‌بندی اعداد، خود با دو مقیاس انجام می‌شود:
1. مقیاس کوچک (آمریکایی)
2. مقیاس بزرگ (اروپایی)

تفاوت دو روش نام‌گذاریِ اروپایی و آمریکایی عمدتاً به‌دلیل نظام مالیِ آمریکاست. مقیاس کوچک براساس هزار، و مقیاس بزرگ براساس میلیون است. به همین دلیل، در مقیاس کوچک، «یک بیلیون» برابر با یک‌هزار میلیون (۱۰۹) است، اما در مقیاس بزرگ برابر با یک میلیون میلیون (۱۰۱۲) است. امروزه در اکثر کشورهای انگلیسی‌زبان از مقیاس کوچک استفاده می‌شود.

## شیوه نام گذاری در ایران قدیم
در ایران به صورت آکادمیک روشی برای خواندن اعداد بزرگ انتخاب نشده‌است؛ ولی ظاهراً برای بیان اعداد بزرگ از مقیاس بزرگ استفاده می‌شود که نمونه آن را می‌توان در واژه هزاری که پس از میلیارد به کار می‌برند مشاهده کرد. مانند سه هزار میلیارد یا هفتصد هزار میلیارد.
همچنین در متون کلاسیک فارسی از رسته تواریخ کهن فارسی، عدد «یک‌میلیون» را «یک‌هزار هزار» نوشته‌اند.

## اعداد بزرگ
| نماد علمی              | مقیاس کوچک        | مقیاس بزرگ    | پیشوند اس آی | نماد اس آی |
| ---------------------- | ----------------- | ------------- | ------------ | ---------- |
| ۱۰۰                    | یک                | یک            | یونی         | u          |
| ۱۰۱                    | ده                | ده            | دکا          | da         |
| ۱۰۲                    | یک‌صد              | یک‌صد          | هکتو         | h          |
| ۱۰۳                    | یک‌هزار            | یک‌هزار        | کیلو         | k          |
| ۱۰۴                    | ده هزار           | ده هزار       |              |            |
| ۱۰۵                    | یکصد هزار         | یکصد هزار     |              |            |
| ۱۰۶                    | میلیون            | میلیون        | مگا          | M          |
| ۱۰۹                    | بیلیون            | میلیارد       | گیگا         | G          |
| ۱۰۱۲                   | تریلیون           | بیلیون        | ترا          | T          |
| ۱۰۱۵                   | کوآدریلیون        | بیلیارد       | پتا          | P          |
| ۱۰۱۸                   | کوینتیلیون        | تریلیون       | اگزا         | E          |
| ۱۰۲۱                   | سکستیلیون         | تریلیارد      | زِتا          | Z          |
| ۱۰۲۴                   | سپتیلیون          | کوآدریلیون    | یوتا         | Y          |
| ۱۰۲۷                   | اکتیلیون          | کادریلیارد    | اگزونا       | X          |
| ۱۰۳۰                   | نانیلیون          | کوینتیلیون    | وکا          | V          |
| ۱۰۳۳                   | دسیلیون           | کوانتیلیارد   | مکا          | Me         |
| ۱۰۳۶                   | آندسیلیون         | سکستیلیون     |              |            |
| ۱۰۳۹                   | دیودسیلیون        | سکستیلیارد    |              |            |
| ۱۰۴۲                   | تریدسیلیون        | سپتیلیون      |              |            |
| ۱۰۴۵                   | کواتیوردسیلیون    | سپتیلیارد     |              |            |
| ۱۰۴۸                   | کویندسیلیون       | اکتیلیون      |              |            |
| ۱۰۵۱                   | سکسدسیلیون        | اکتیلیارد     |              |            |
| ۱۰۵۴                   | سپتدسیلیون        | نانیلیون      |              |            |
| ۱۰۵۷                   | اُکتودسیلیون       | نانیلیارد     |              |            |
| ۱۰۶۰                   | نومدسیلیون        | دسیلیون       |              |            |
| ۱۰۶۳                   | ویجینتیلیون       | دسیلیارد      |              |            |
| ۱۰۶۶                   | آنویجینتیلیون     | آندسیلیون     |              |            |
| ۱۰۶۹                   | دویجینتیلیون      | آندسیلیارد    |              |            |
| ۱۰۷۲                   | ترسویجینتیلیون    | دودسیلیون     |              |            |
| ۱۰۷۵                   | کوادرویجینتیلیون  | دودسیلیارد    |              |            |
| ۱۰۷۸                   | کوینکاویجینتیلیون | تریدسیلیون    |              |            |
| ۱۰۸۱                   | سیسویجینتیلیون    | تریدسیلیارد   |              |            |
| ۱۰۸۴                   | سپتمویجینتیلیون   | کوادردسیلیون  |              |            |
| ۱۰۸۷                   | آکتوویجینتیلیون   | کوادردسیلیارد |              |            |
| ۱۰۹۰                   | نومویجینتیلیون    | کویندسیلیون   |              |            |
| ۱۰۹۳                   | تریویجینتیلیون    | کویندسیلیارد  |              |            |
| ۱۰۹۶                   | آنتریویجینتیلیون  | سیدسیلیون     |              |            |
| ۱۰۹۹                   | دوتریویجینتیلیون  | سیدسیلیارد    |              |            |
| ۱۰۱۰۰                  | گوگول             | گوگول         |              |            |
| ۱۰googol = ۱۰۱۰۱۰۰     | گوگول پلکس        | گوگول پلکس    |              |            |
| ۱۰googolplex = ۱۰۱۰۱۰۰ | گوگول پلکسیان     | گوگول پلکسیان |              |            |

## چند مثال
| عدد                                 | نماد علمی        | گروه‌بندی                                |
| ----------------------------------- | ---------------- | --------------------------------------- |
| ۶۰۰ ۰۰۰ ۰۰۰ ۰۰۰ ۰۰۰ ۰۰۰ ۰۰۰ ۰۰۰ ۰۰۰ | ۶ * ۱۰۲۶         | ۶۰۰ سپتیلیون (کوادریلیون)               |
| ۷۶۵ ۴۷۶ ۲۵۰ ۰۰۰ ۰۰۰                 | 7.6547625 X 10۱۴ | ۷۶۵۰۰۰ بیلیون و ۴۷۶ میلیارد، ۲۵۰ میلیون |
| ۱۴۵ ۰۰۰                             | ۱٫۴۵ * ۱۰۵       | ۱۴۵ هزار                                |